# Ольховик, Максим Анатольевич
Максим Анатольевич Ольховик (10 октября 1973, Ангарск, Иркутская область, СССР) — советский и российский футболист, нападающий.

## Биография
Воспитанник московского «Динамо». Первый тренер — отец, футболист Анатолий Ольховик. В 1990—1992 годах играл за дубль «Динамо». В сезоне-1991 сыграл 22 матча, забил 6 голов во второй низшей лиге за «Искру» Смоленск, которую тренировал отец. В 1994 году стал лучшим бомбардиром «Искры» и получил приглашение в клуб высшей лиги «Черноморец». Подписал контракт, но перед началом сезона получил травму — разрыв мениска. Восстанавливался в течение полугода, доигрывал сезон в клубе третьей лиги «Мосэнерго». После окончания сезона получил приглашение в саратовский «Сокол», но вновь получил серьёзную травму — разрыв крестообразной связки. Перенёс три операции, из-за которых потерял полтора года. Три сезона провёл в командах второй лиги «Носта» Новотроицк (1997),
«Спартак» Рязань (1998), «Спартак» Луховицы (1998—1999). Два сезона отыграл в австрийских клубах «Филлахер» (1999/2000) и «Браунау» Браунау-ам-Инн. В мае — июне 2001 провёл шесть матчей, забил один гол за клуб второго дивизиона «Дон» Новомосковск. Остаток сезона отыграл в белорусском клубе «Белшина» Бобруйск, с которым стал чемпионом страны. Следующий сезон начал в солигорском «Шахтёре», затем вернулся в Россию и выступал за любительские «Криогенмаш» Балашиха и «Металлург» Видное, затем — за «Газовик-Газпром» Ижевск и «Металлург» Выкса. В 2003 году вновь выступал за белорусские клубы МТЗ-РИПО Минск (первая лига) и «Молодечно». В 2004 году играл за «Зоркий» Красногорск из ЛФЛ.
В первой половине 2010 года работал спортивным директором нижегородской «Волги», в декабре перешёл на должность селекционера в «Кубань».
Женат. Имеет сына и дочь.